# Les Attributs de la musique civile et Les Attributs de la musique guerrière
Les Attributs de la musique civile et Les Attributs de la musique guerrière sont deux tableaux de Jean Siméon Chardin, peints en 1767. Ils sont exposés au Musée du Louvre à Paris.

## Origines des deux tableaux
Ces deux tableaux proviennent du Château de Bellevue à Meudon (Hauts-de-Seine). Charles-Nicolas Cochin confia en 1766 à Chardin la réalisation de deux tableaux destinés à orner les dessus-de-porte du salon de musique du château. Ces deux tableaux ont été exposés au Salon de 1767 et installés au Château de Bellevue en 1768. Ils devinrent par la suite biens nationaux et furent vendus aux enchères, acquis par le portraitiste Jean-Sébastien Rouillard, puis par François Marcille et son fils Eudoxe. C'est par un don des descendants d'Eudoxe Marcille  et de la Société des amis du Louvre que les deux tableaux ont pu entrer au Louvre en 2010.

## Composition
Les instruments, douze au total, sont disposés sur des tables en pierre recouvertes d'étoffe rouge, sur lesquelles sont également posées des partitions. Dans Les attributs de la musique civile, on peut voir au premier plan un pardessus de viole et son archet, une flûte traversière, un tambourin à sonnailles et une vielle à roue ; au second plan, on distingue une clarinette, un cor et un tambour à timbre. Dans le tableau Les attributs de la musique guerrière, on distingue au premier plan un basson, un hautbois (sous la partition) et une paire de cymbales posées sur des livres ; au second plan, on peut identifier une paire de timbales (avec les baguettes), et une trompette.

## Citation
Les deux tableaux inspirèrent à Diderot le texte suivant en 1767, lors de leur exposition au Salon :

« C'est une vigueur de couleur incroyable ; une harmonie générale, un effet piquant et vrai, de belles masses, une magie de faire à désespérer, un ragoût dans l'assortiment et l'ordonnance. Éloignez-vous, approchez-vous, même illusion. point de confusion, point de symétrie non plus, point de papillotage. L'œil est toujours recréé, parce qu'il y a calme et repos. »

— Le Journal du Louvre.